# Monte Herzl
31° 46' 26" N 35° 10' 50" E
Monte Herzl (הר הרצל Har Herzl), também Har HaZikaron (הר הזכרון aceso. "Monte da Recordação"), é o cemitério nacional de Israel, no lado oeste de Jerusalém, chamado de Theodor Herzl, o fundador do moderno sionismo político. Túmulo de Herzl fica no topo da colina. Yad Vashem, que comemora o Holocausto, fica a oeste do Monte. Herzl. Os mortos da guerra de Israel também estão lá sepultados. Este monumento encontra-se a 834 metros acima do nível do mar.
Imediatamente após a criação de Israel, em 1948, decidiu-se enterrar os soldados do Exército israelense na parte norte do Monte Herzl. depois, em seguida, em 1951, decidiu-se enterrar também os líderes do país na parte sul do Monte Herzl e estabelecer o lugar como o cemitério nacional de Isral. alguns anos mais tarde foi também decidido a enterrar os policiais e as outras forças de segurança no cemitério militar nacional.

## Nacional Civil Cemitério da Estado de Israel (helkat Gedolei Ha'uma)

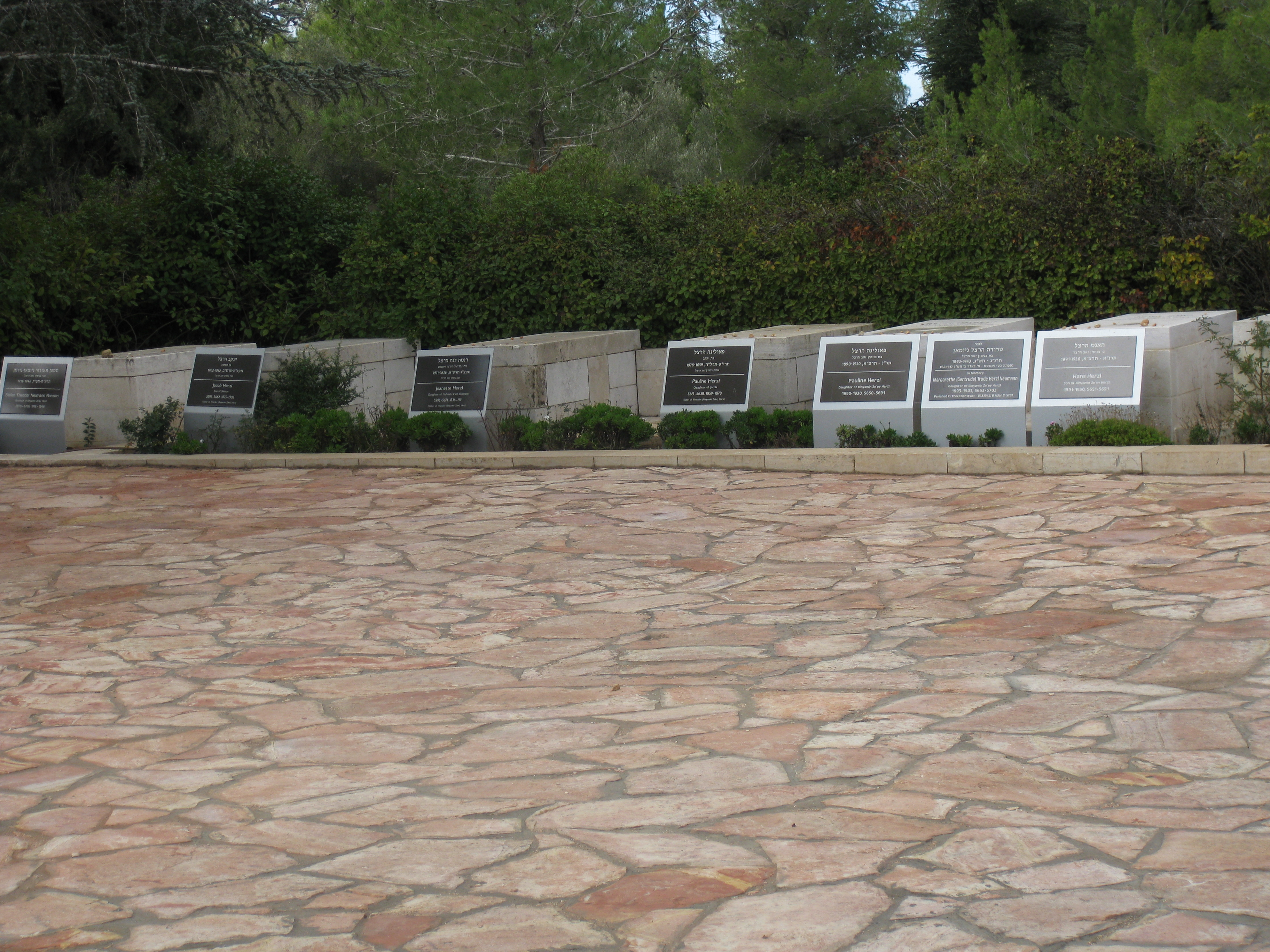
Nacional Civil Cemitério da Estado de Israel (helkat Gedolei Ha'uma)

Principal cemitério de Israel para os líderes do país.

### Herzl museu
Interativa de museu no Monte. Herzl oferece um vislumbre da vida de Theodor Herzl, o homem por trás o sonho de um judeu terra natal.

### Monte Herzl Plaza
A praça principal, onde a cerimônia do Dia da Independência de Israel começa.

### Memorial às Vítimas do Terror em Israel
Vítimas de Atos do Memorial Terror é um memorial principal de todas as vítimas do terror israelense a partir de 1851 até hoje.

## Cemitério Nacional de policiais e soldados

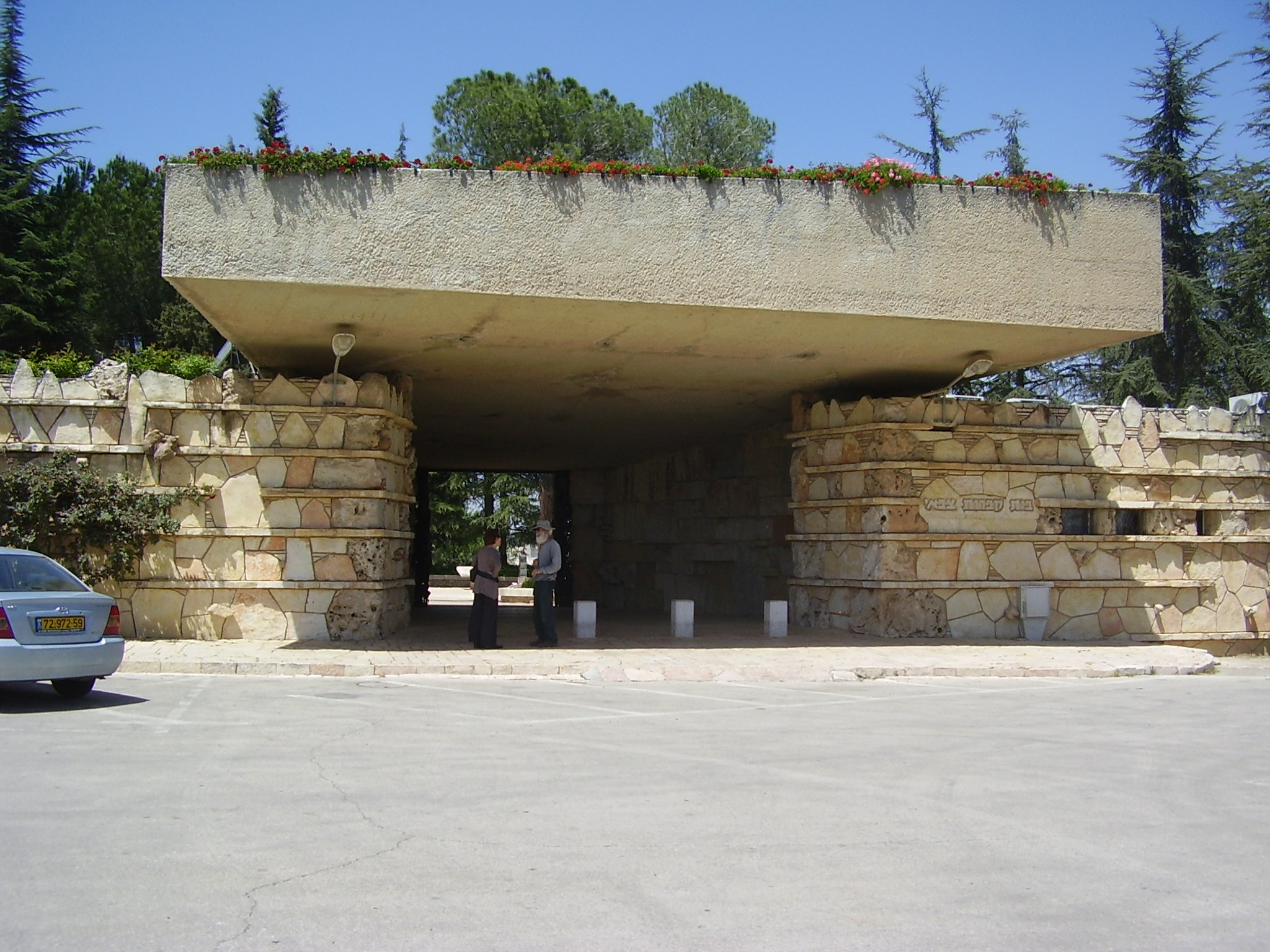
Cemitério Nacional de policiais e soldados

O cemitério principal de Israel caiu defender o país.

### Jardim dos desaparecidos na ação
Memorial Garden, em memória dos soldados desaparecidos em Israel a partir de 1914 até o presente

### Tumba de túmulos antigos
Caverna de sepultamento judaica do Templo 2 foi descoberto em 1954 em um cemitério militar

### Nacional Memorial Salão
No entanto, a memória principal, com os nomes de todos os defensores caídos de Israel a partir de 1860 até o presente. O salão foi inaugurado em 2015 e é memorial soldado desconhecido em Israel, com um memorial para o  Soldado Desconhecido.

## Memoriais

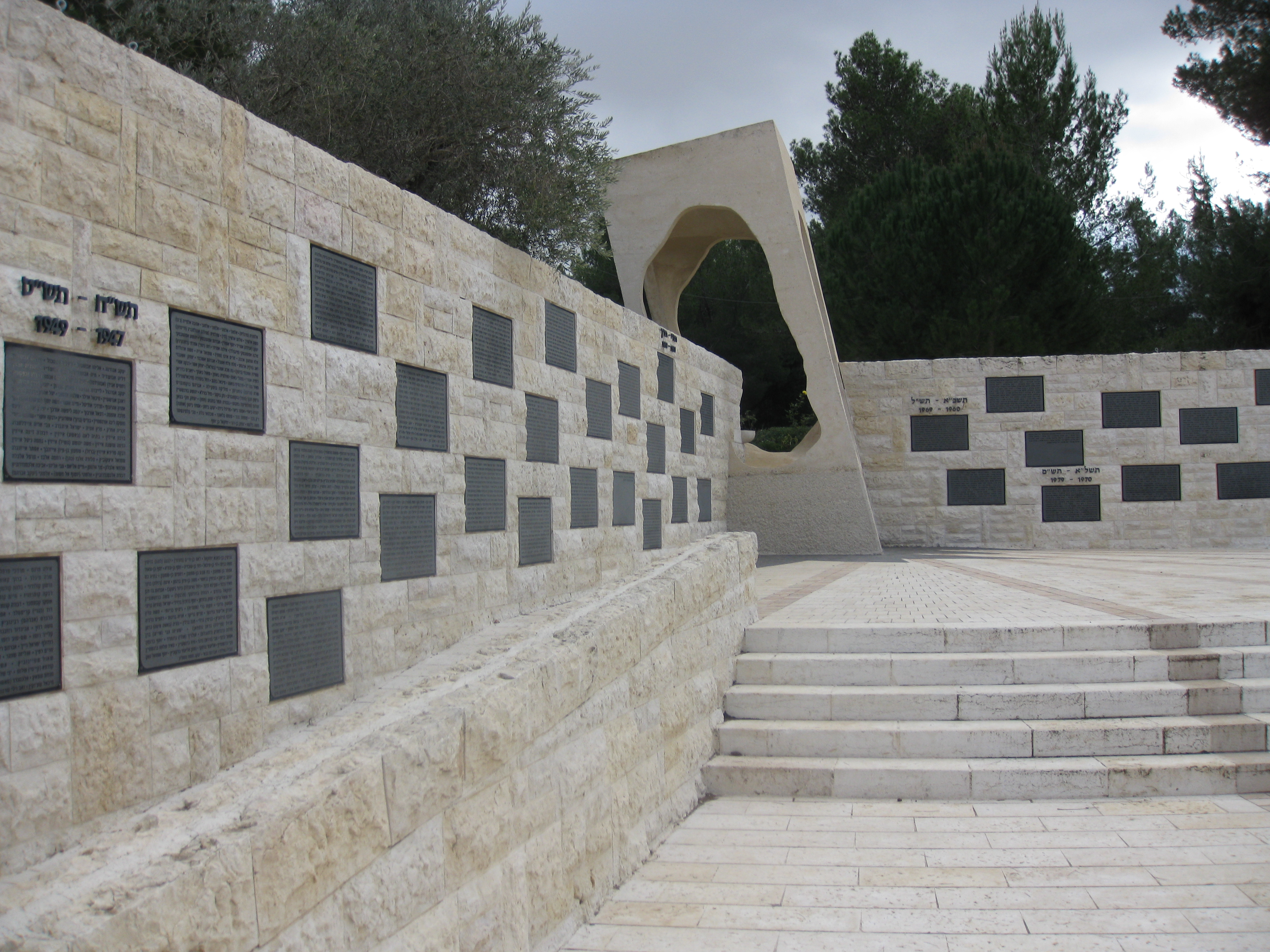
Memorial às Vítimas do Terror em Israel
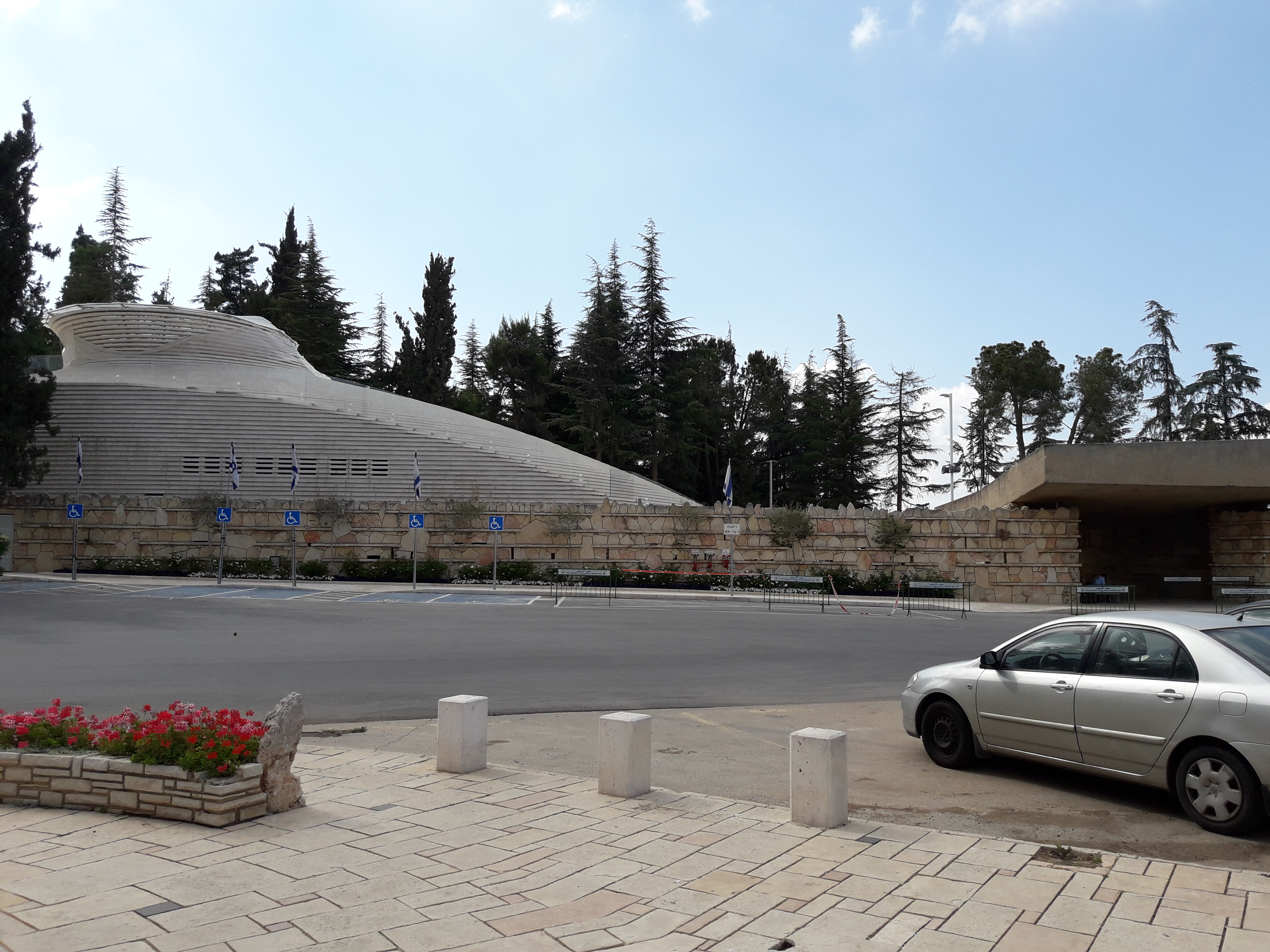
Salão Nacional do Memorial para os Caídos de Israel
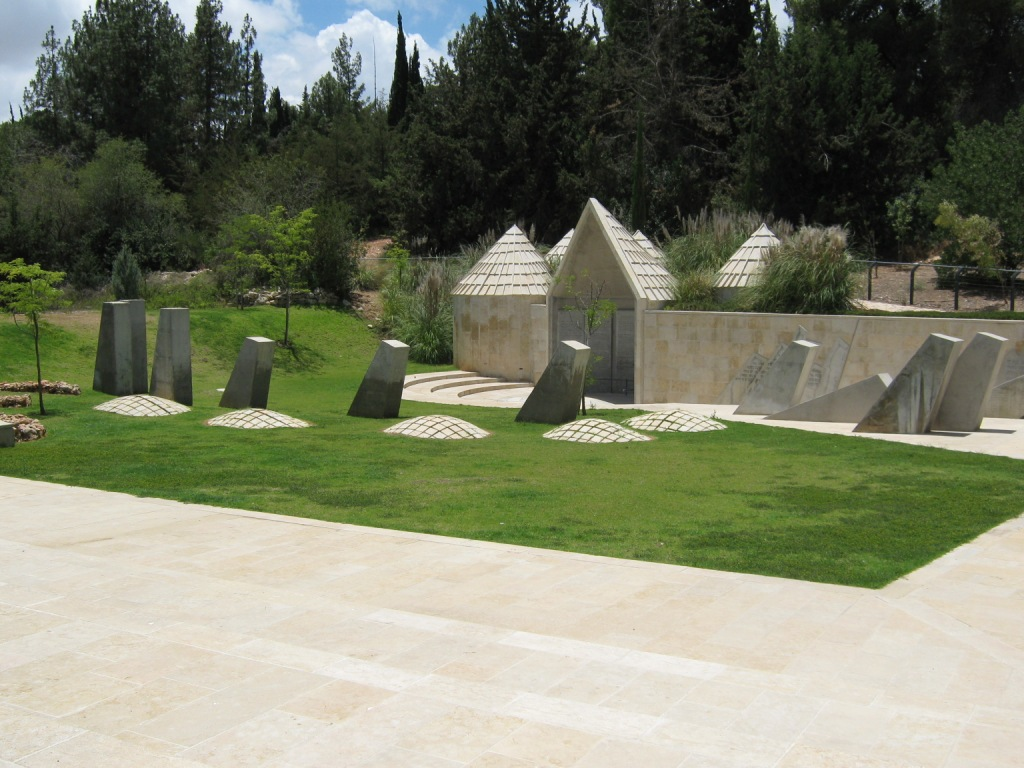
Website memorial aos judeus etíopes que foram assassinados no caminho para Israel
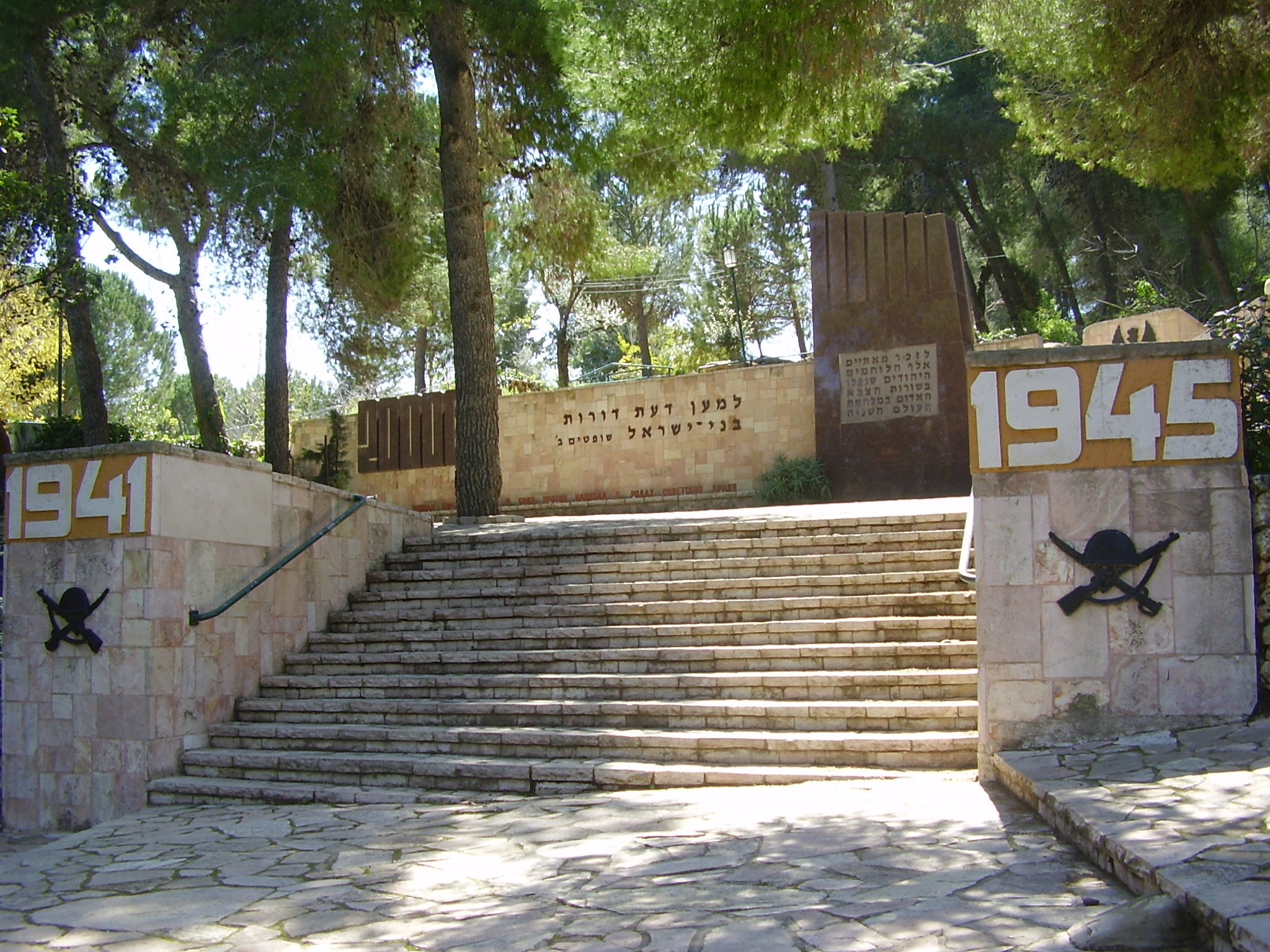
Memorial aos soldados judeus que lutaram pelo exército russo na 2 ª Guerra Mundial
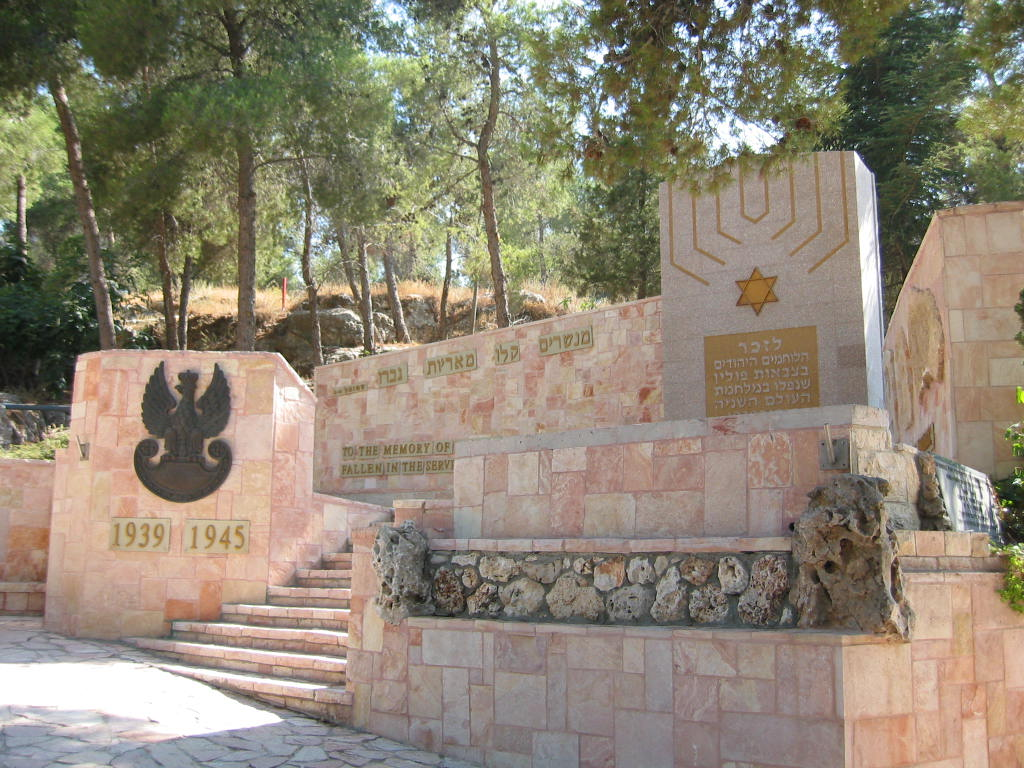
Memorial aos soldados judeus que lutaram para o exército polonês na 2 ª Guerra Mundial
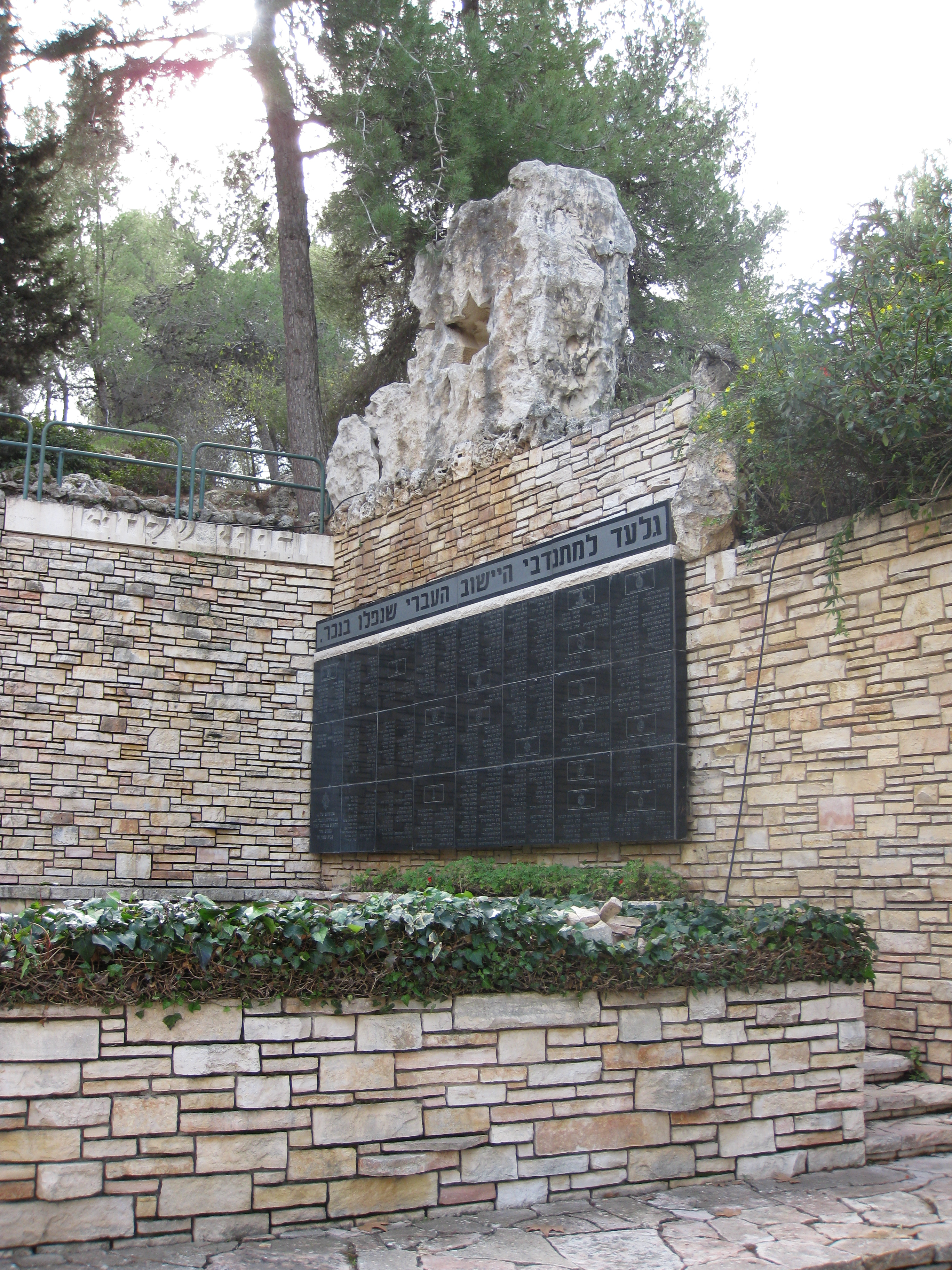
Memorial aos soldados judeus que lutaram para o exército britânico na 2 ª Guerra Mundial na Palestina
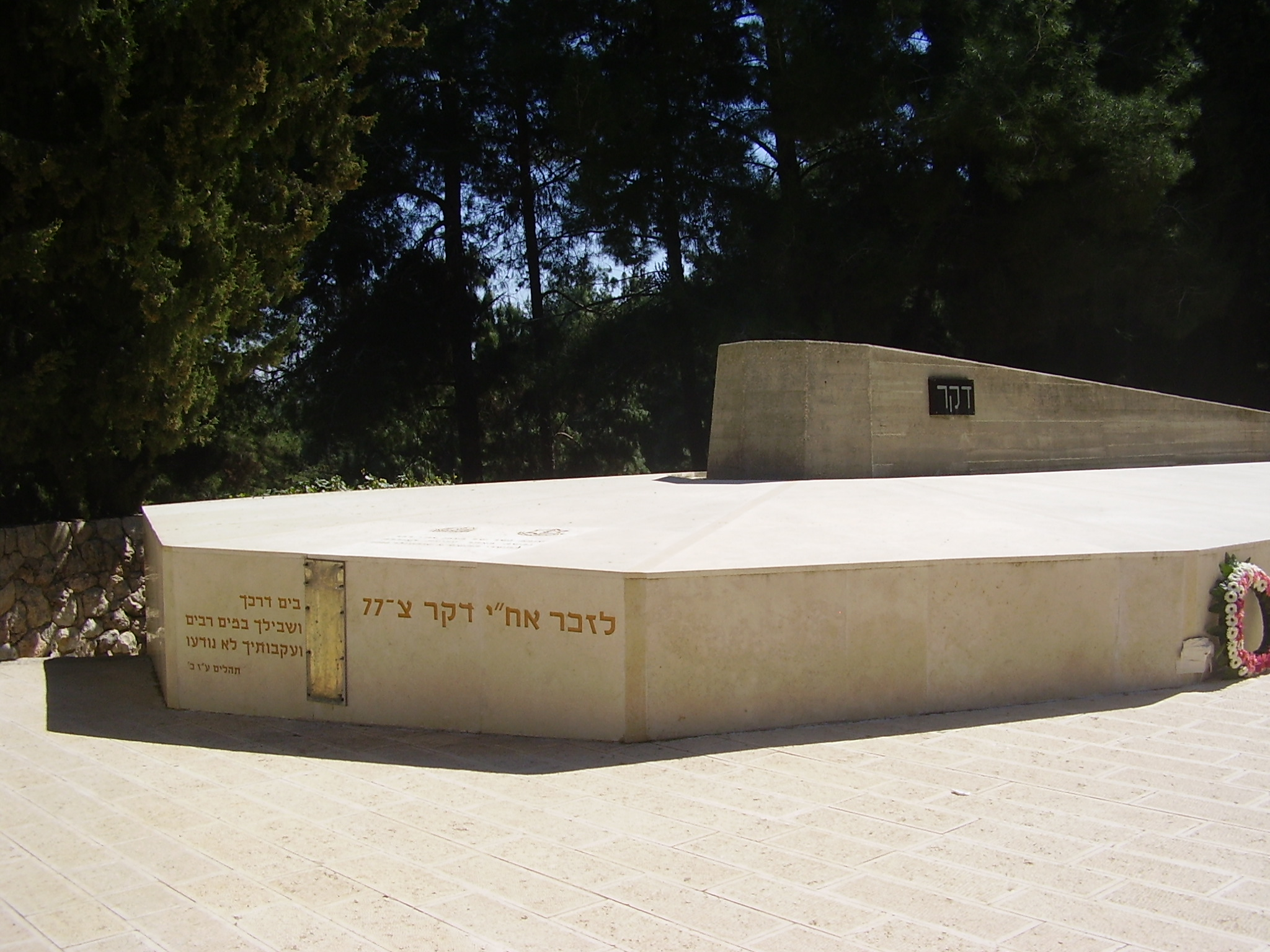
INS Dakar memorial
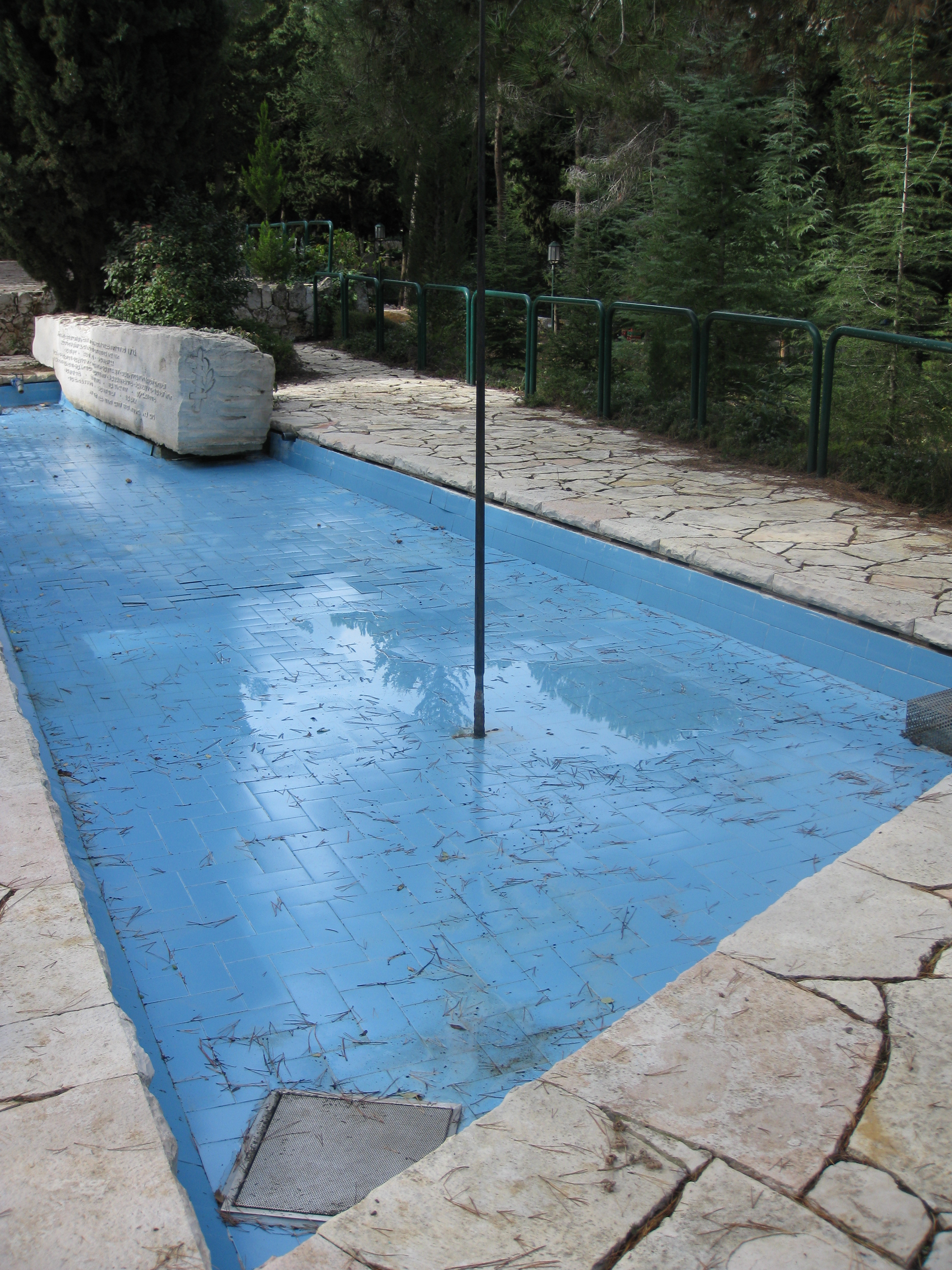
23 marítimos memorial barco
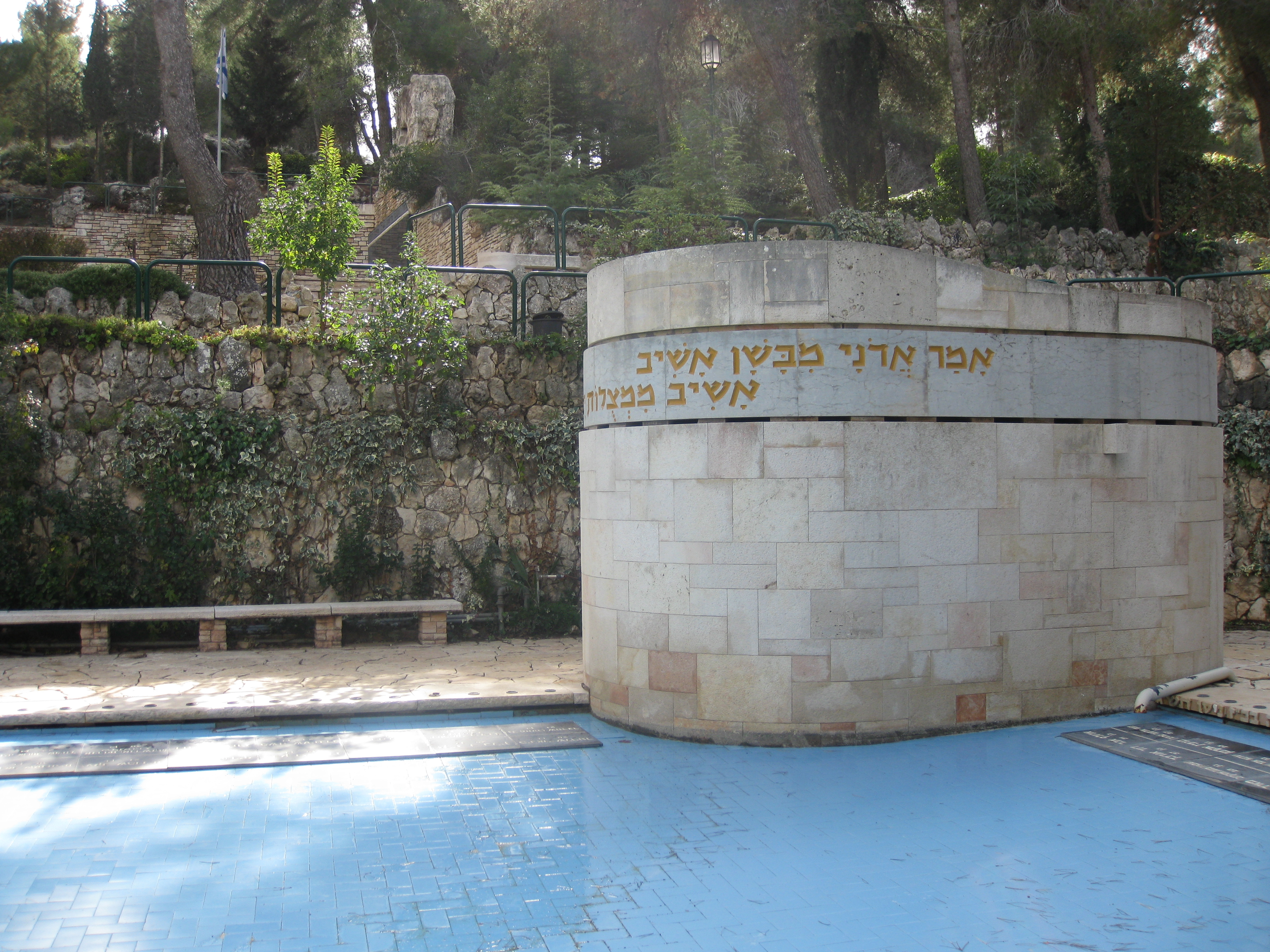
Erinpura memorial
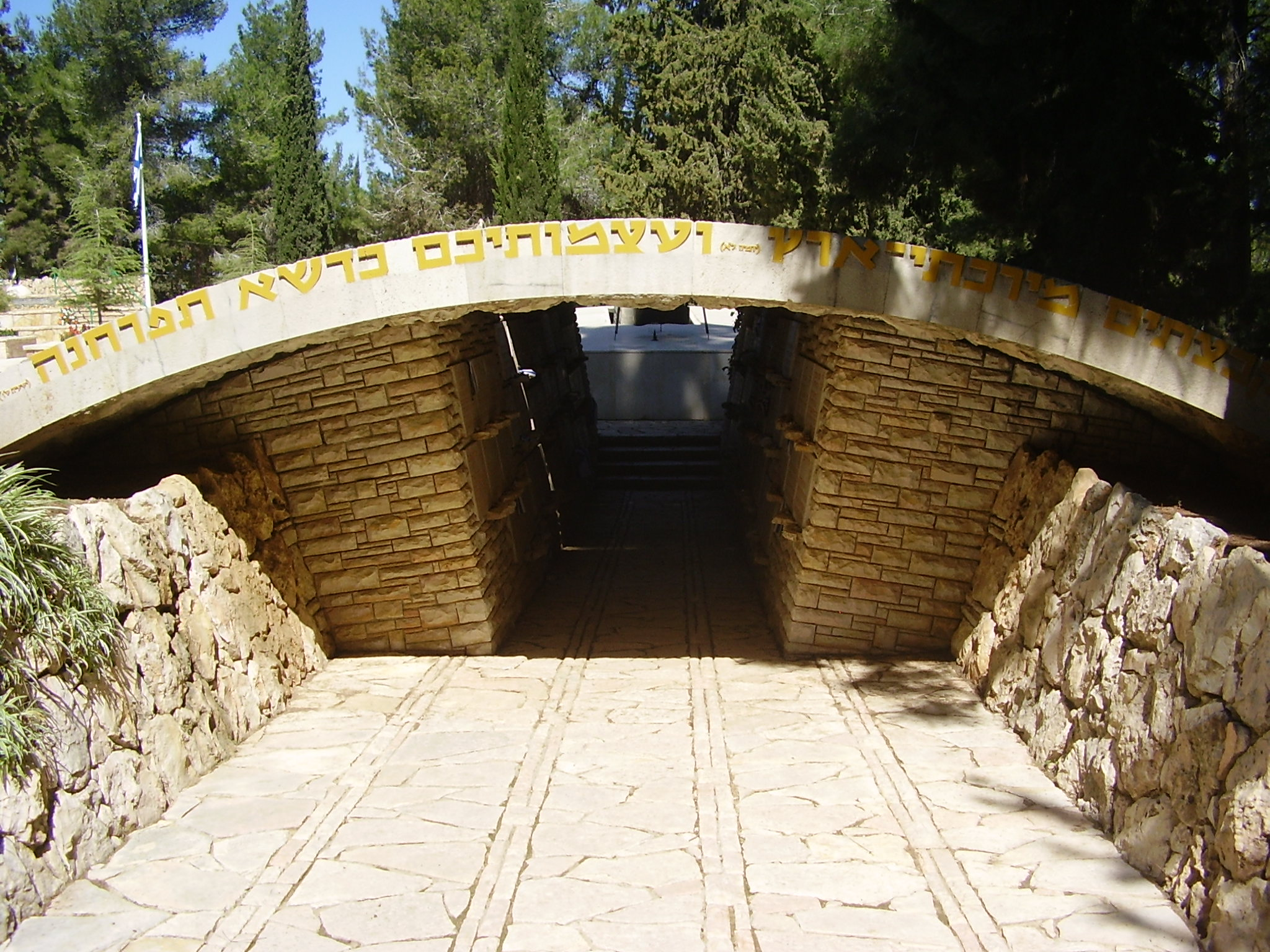
Monumento ao Bairro Judeu de residentes de Jerusalém, que caiu em 1948
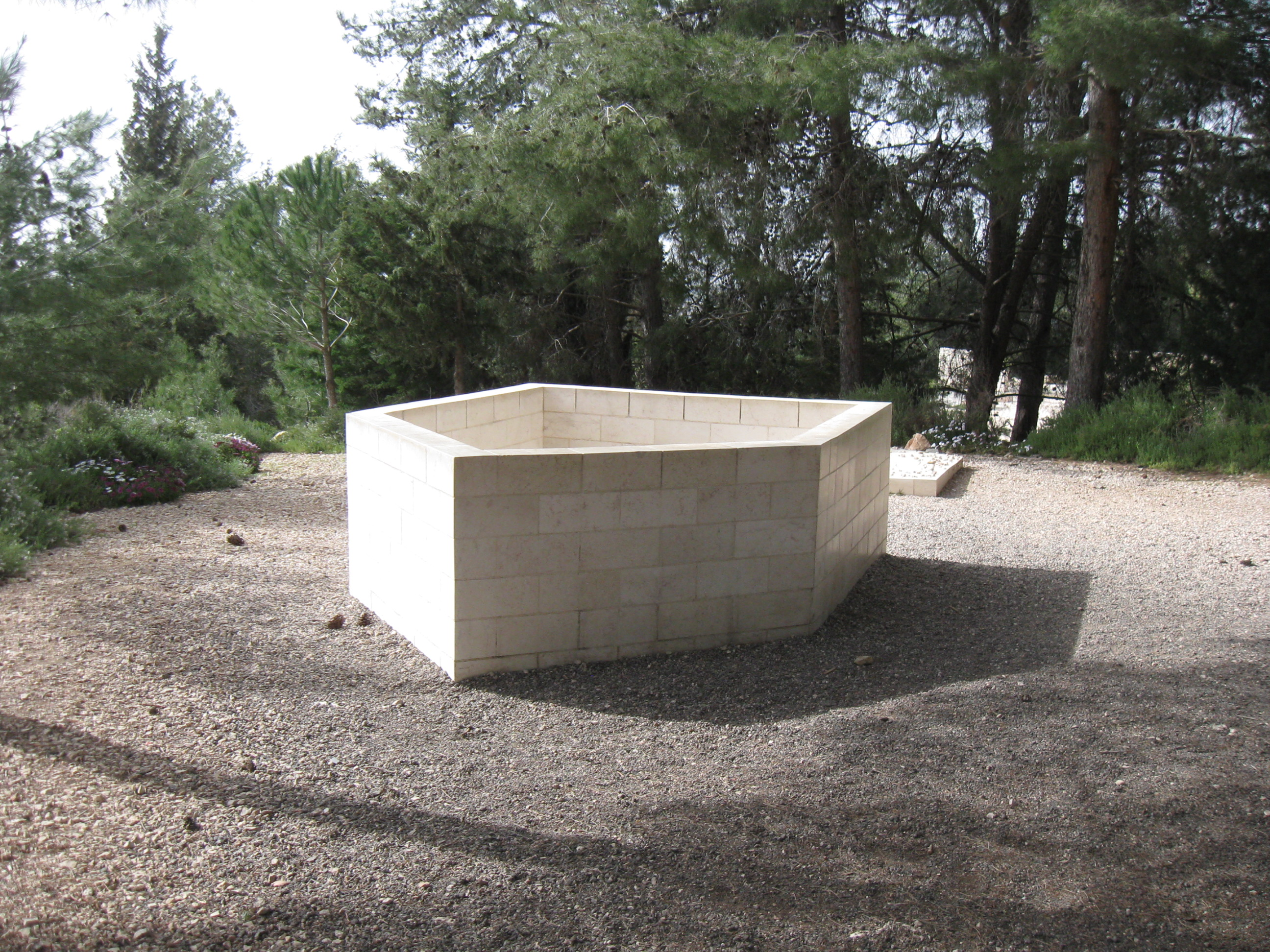
Monumento à última sobrevivente do Holocausto, que caiu na Guerra de 1948

## Galeria

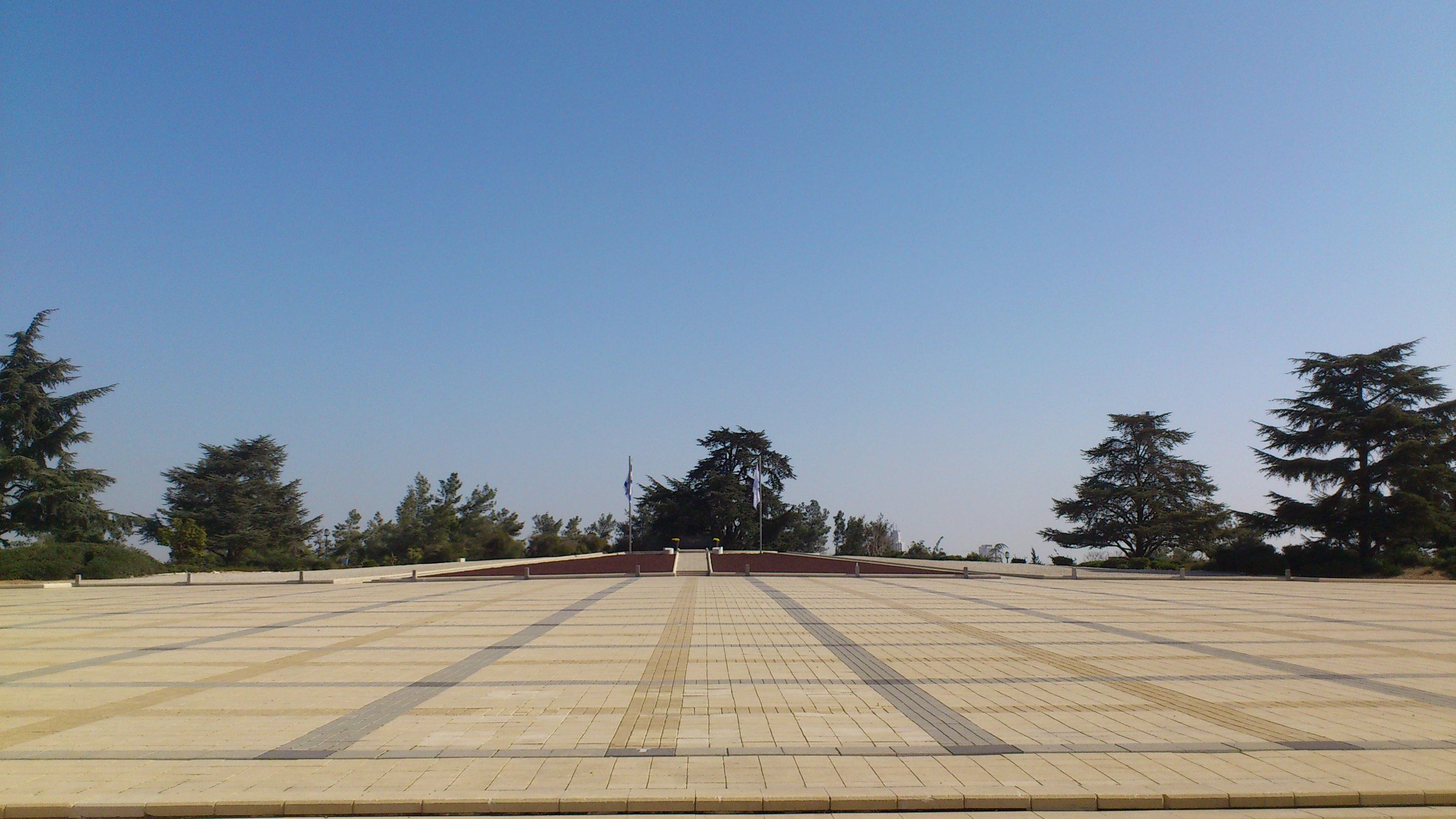
Praça do Monte Herzl
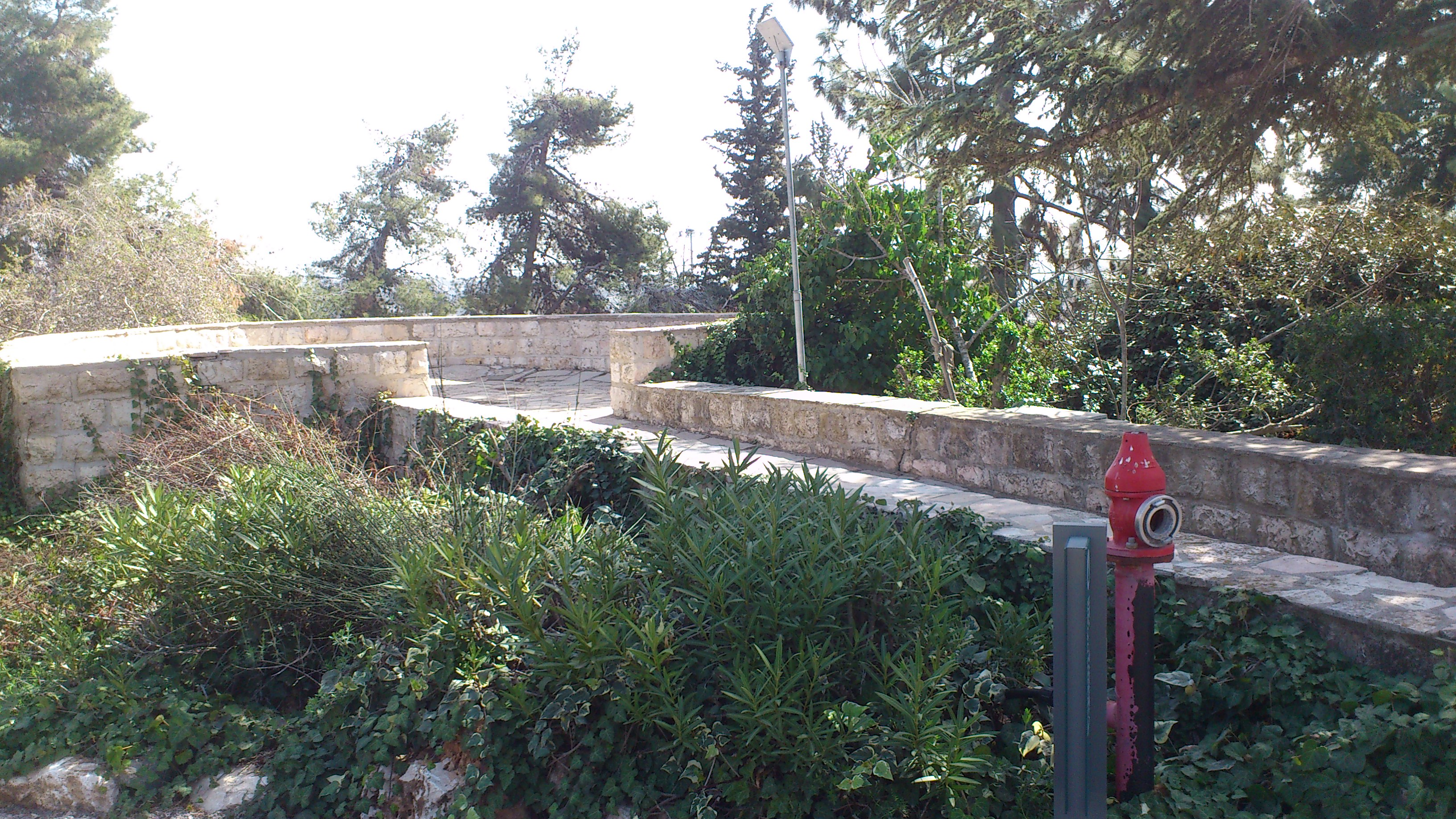
Ponto scenic
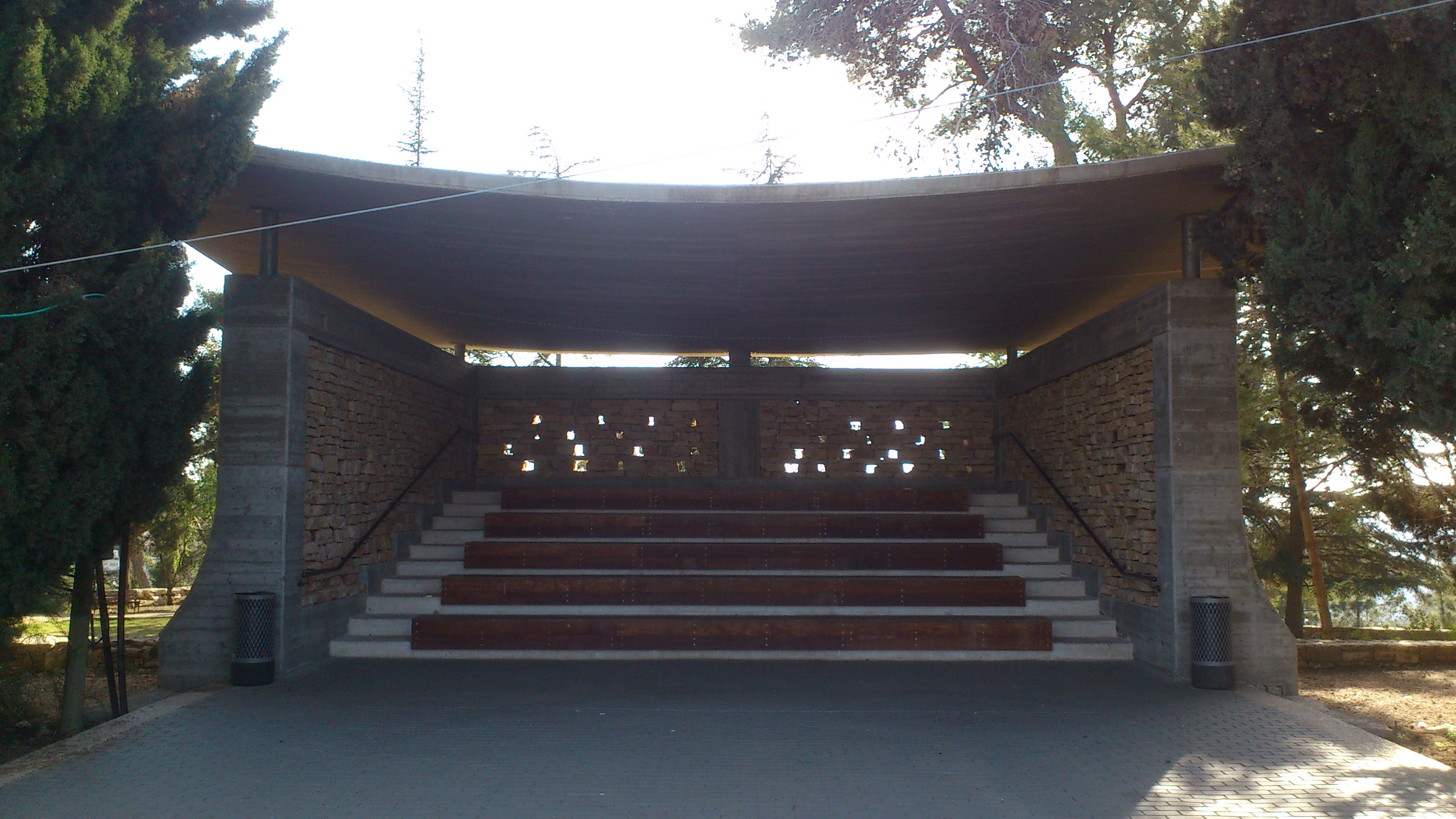
resto Pavilion
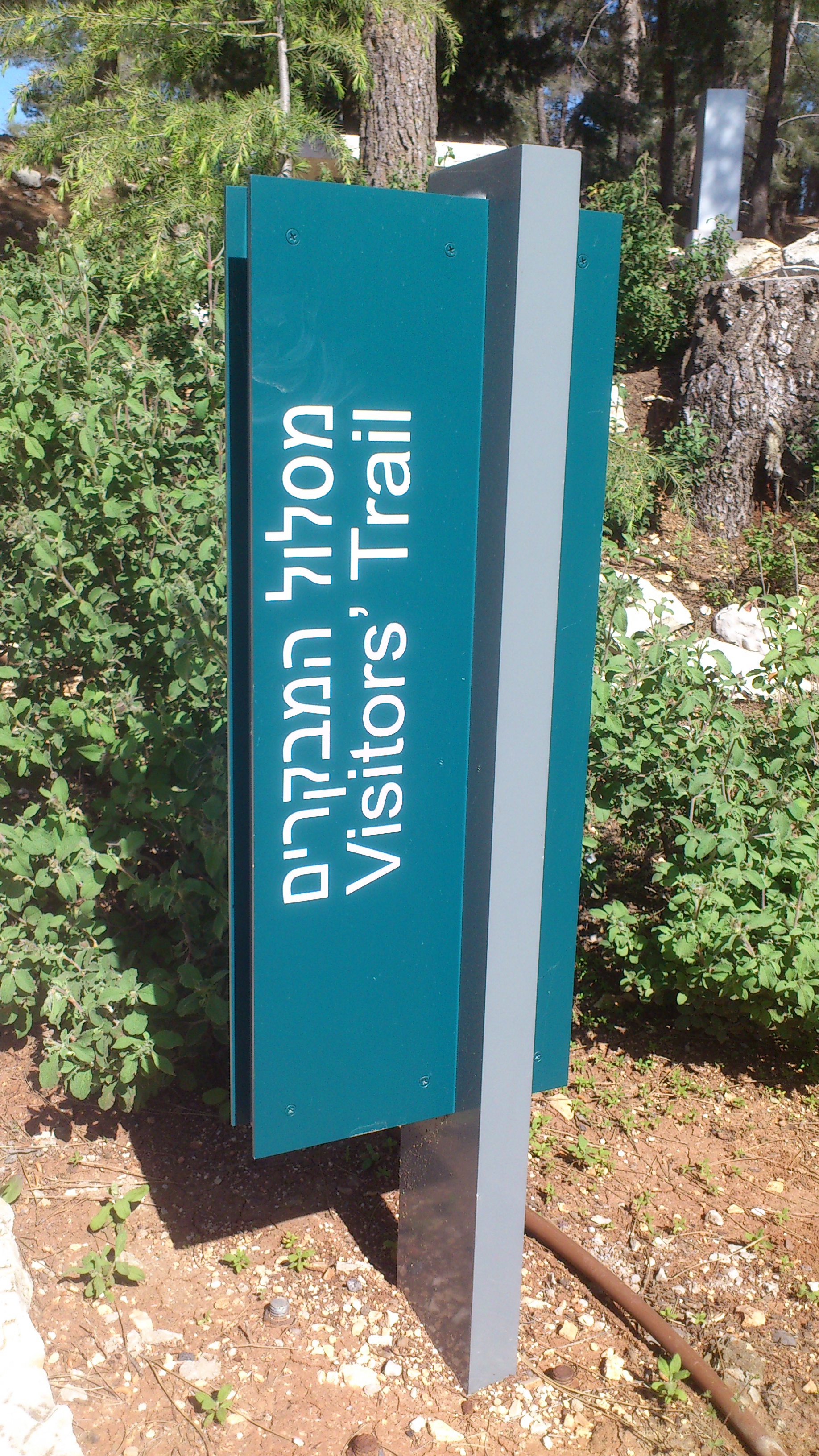
rastreia visitantes
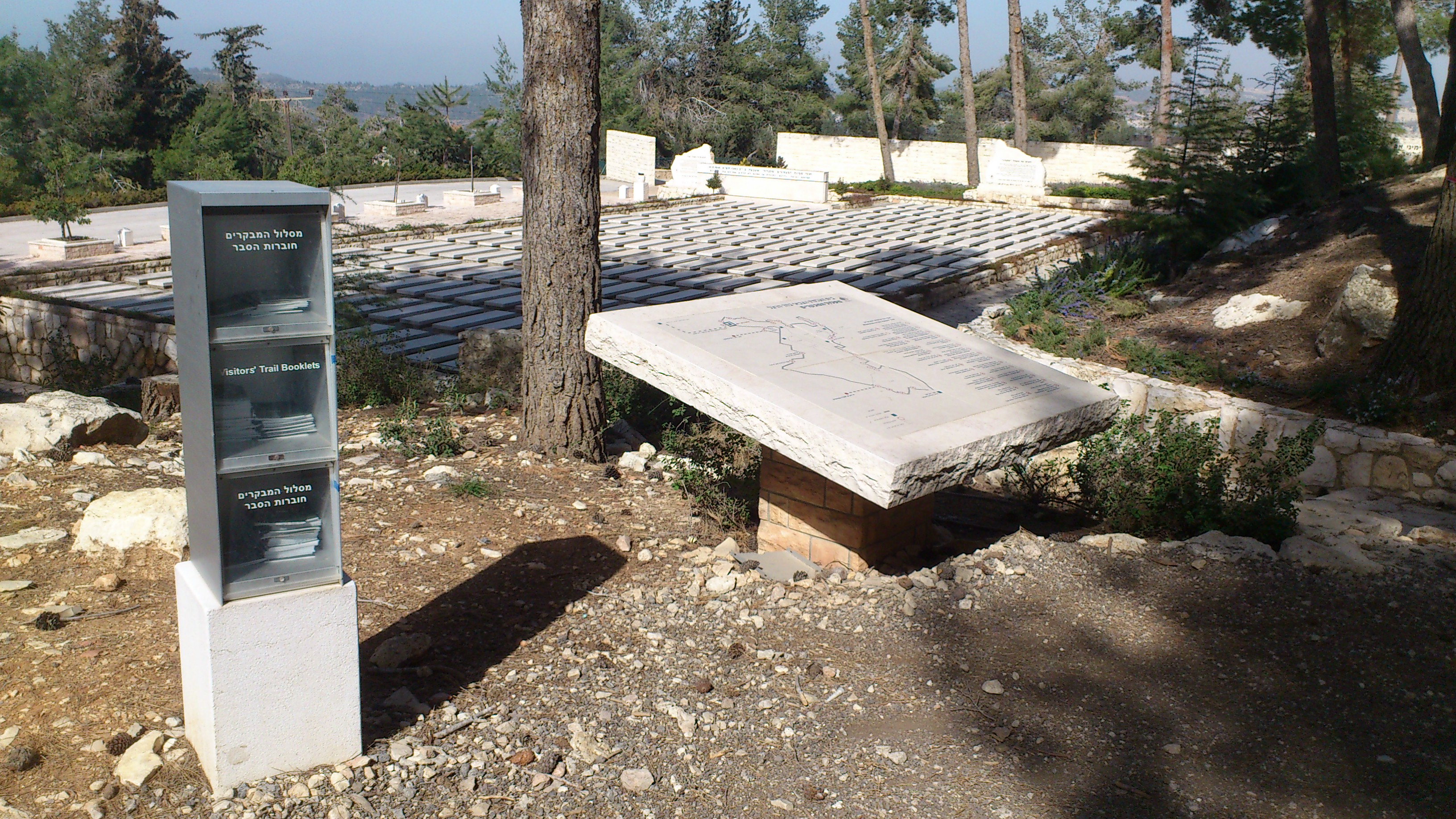
Pontos do mapa livreto com explicações
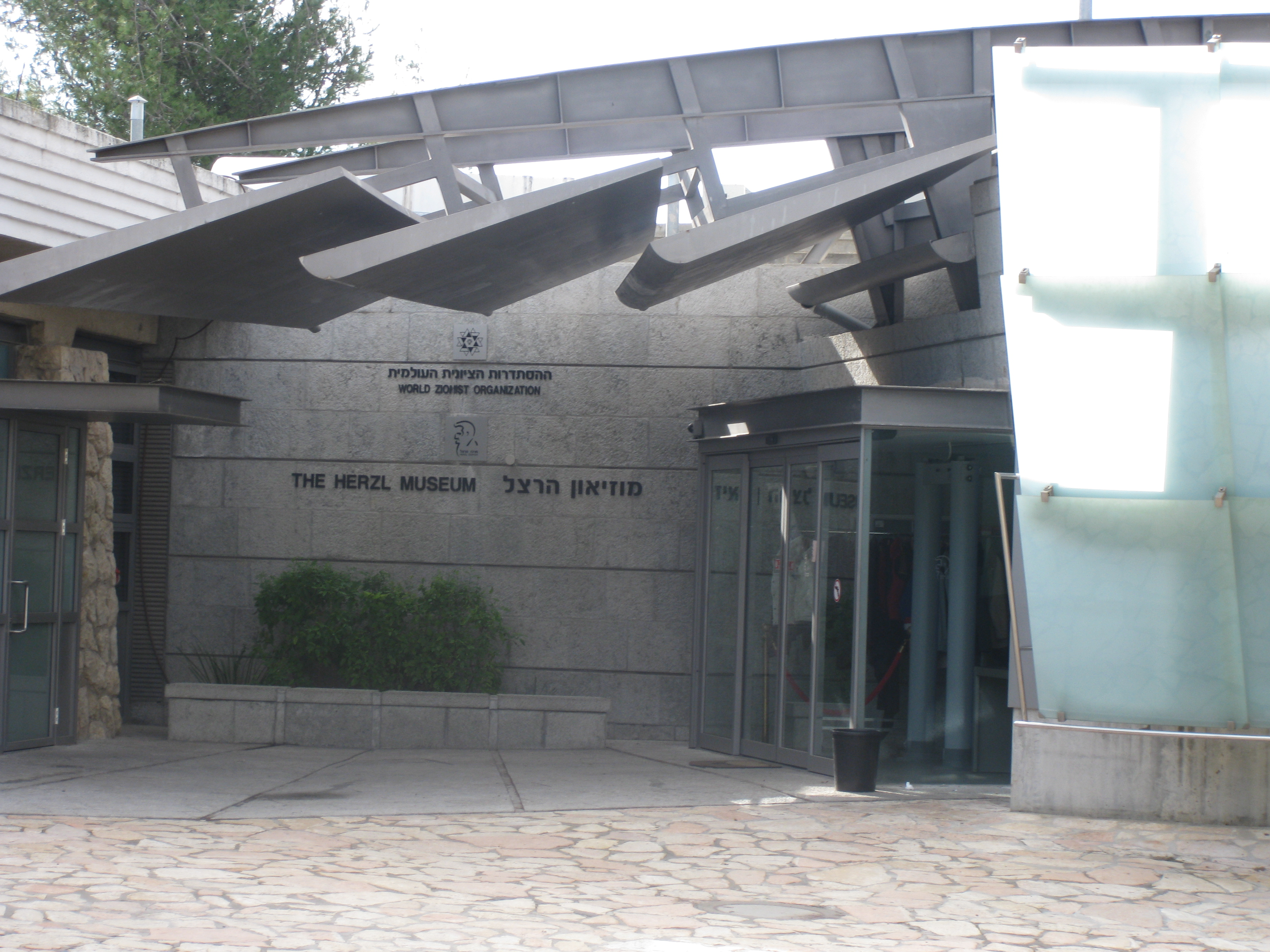
Herzl Museum
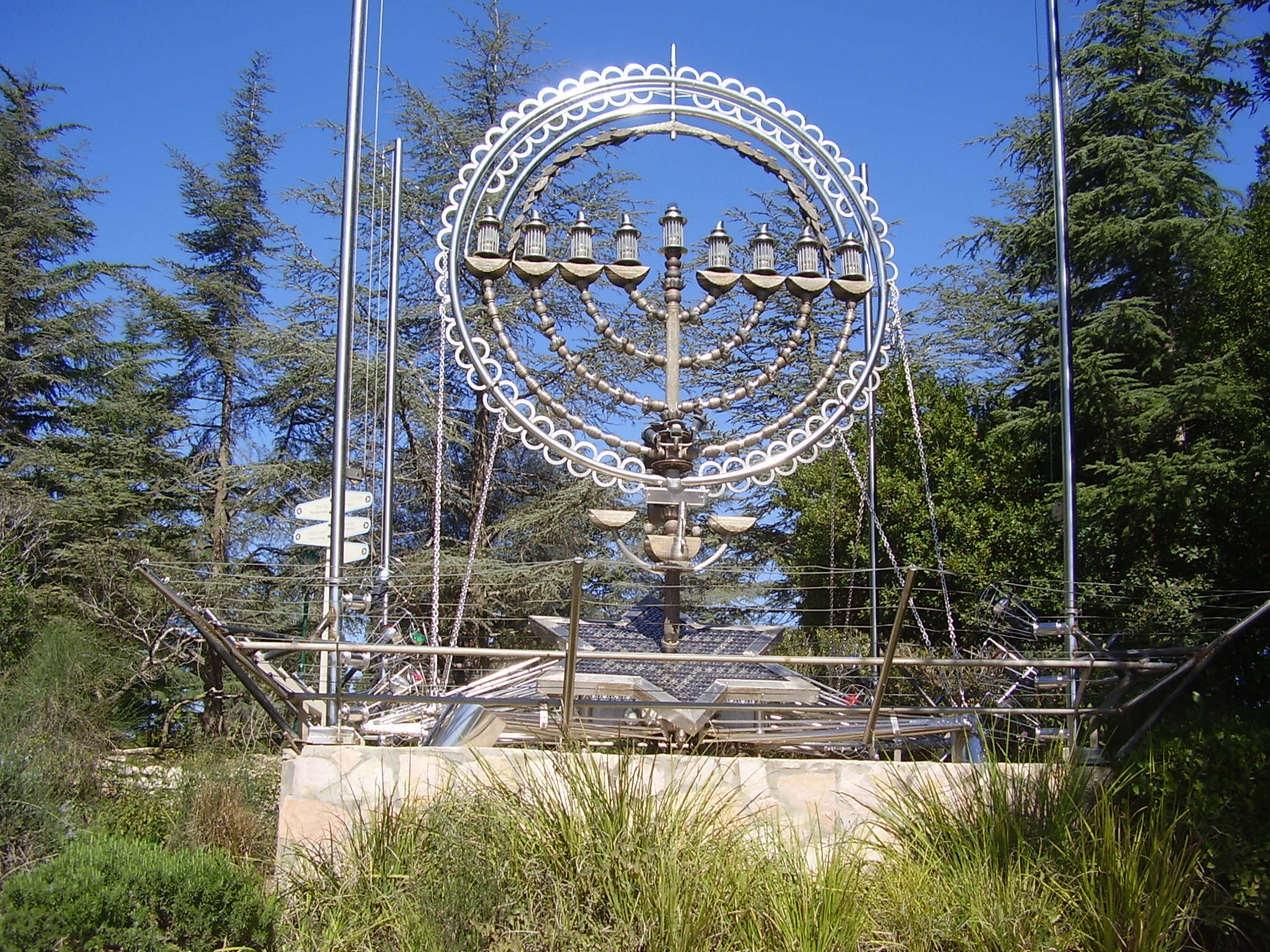
Menorá
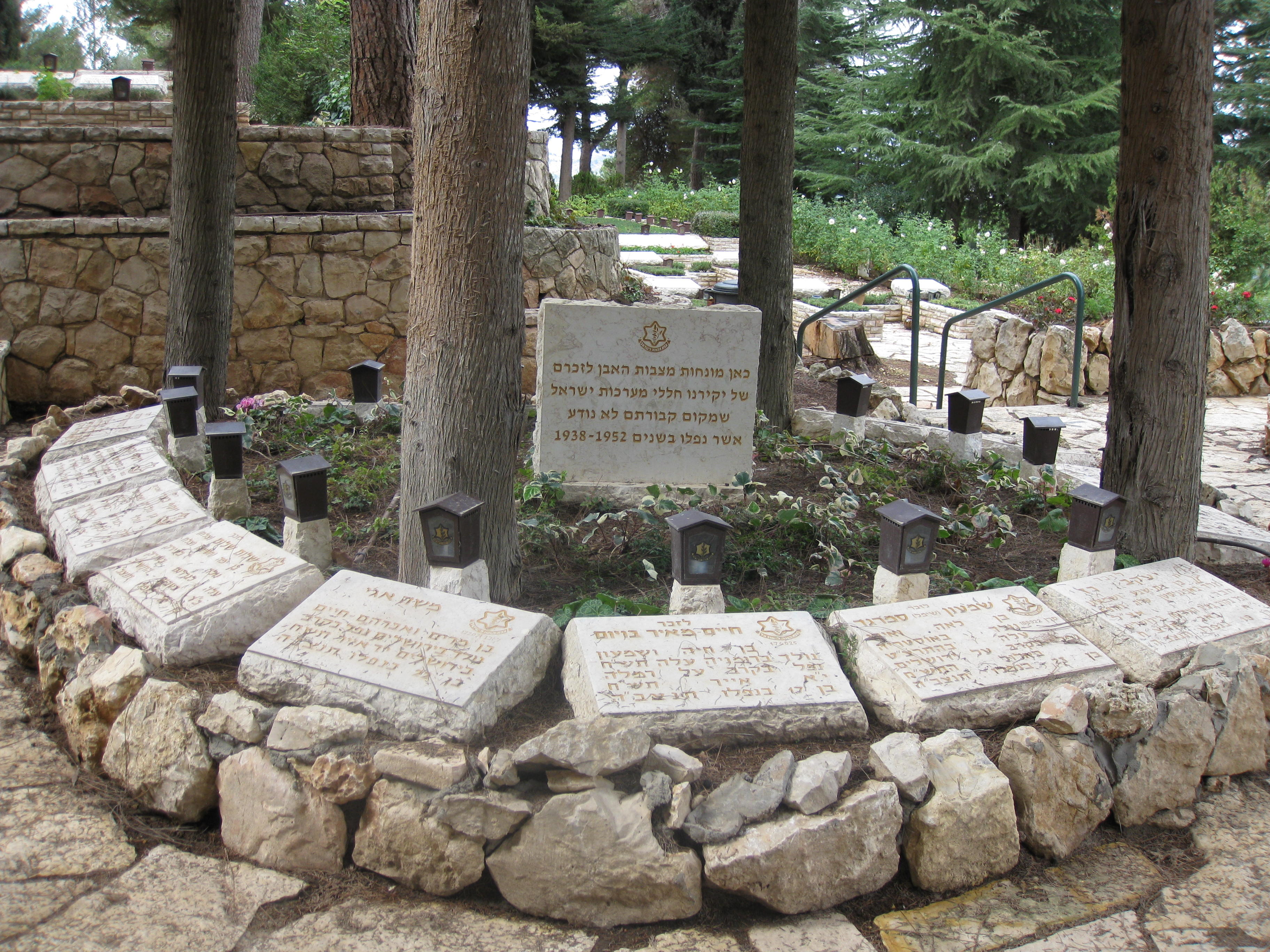
Jardim dos desaparecidos na ação
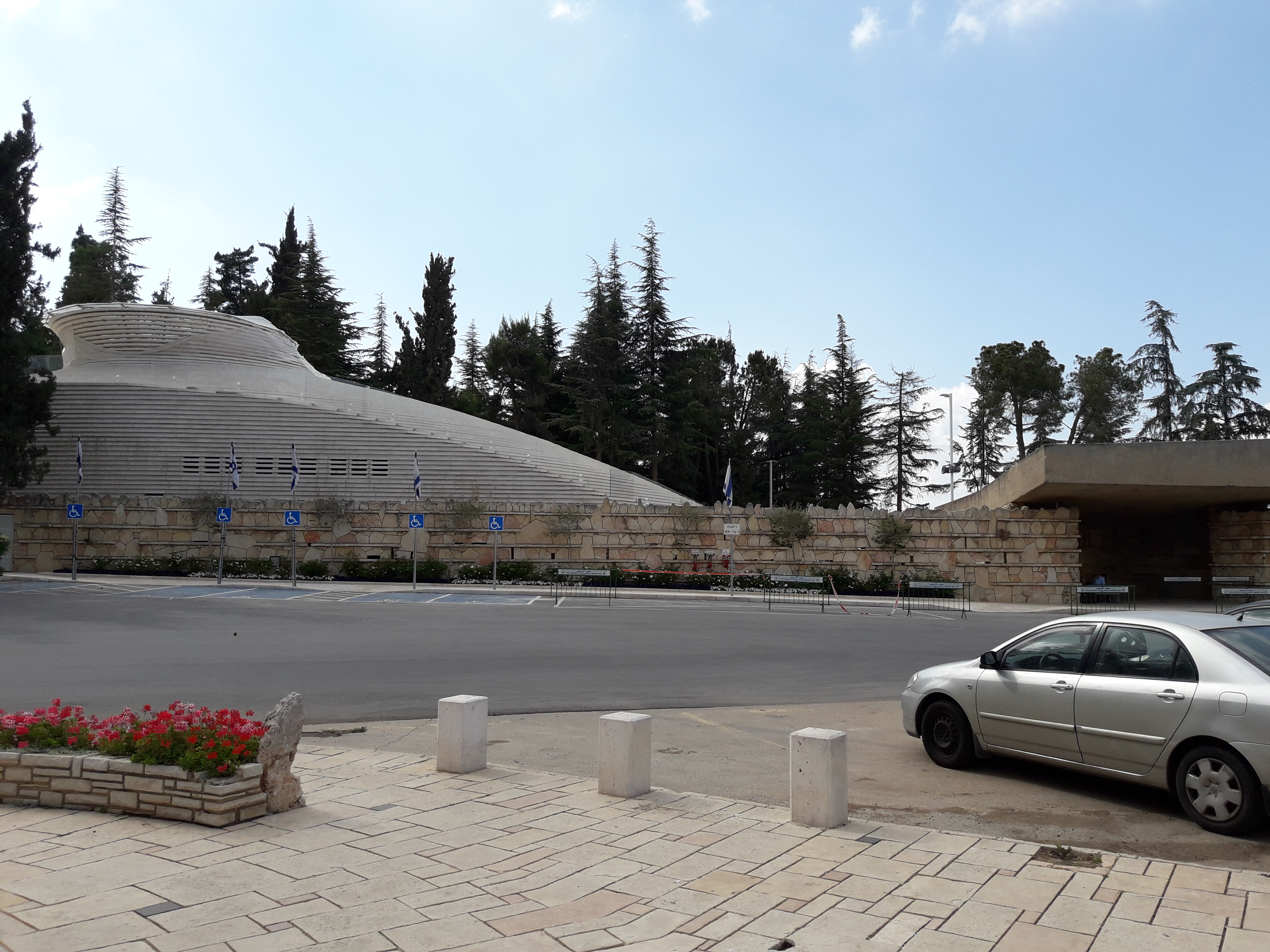
Ilustração do Nacional Memorial Salão ver como a forma de uma tocha
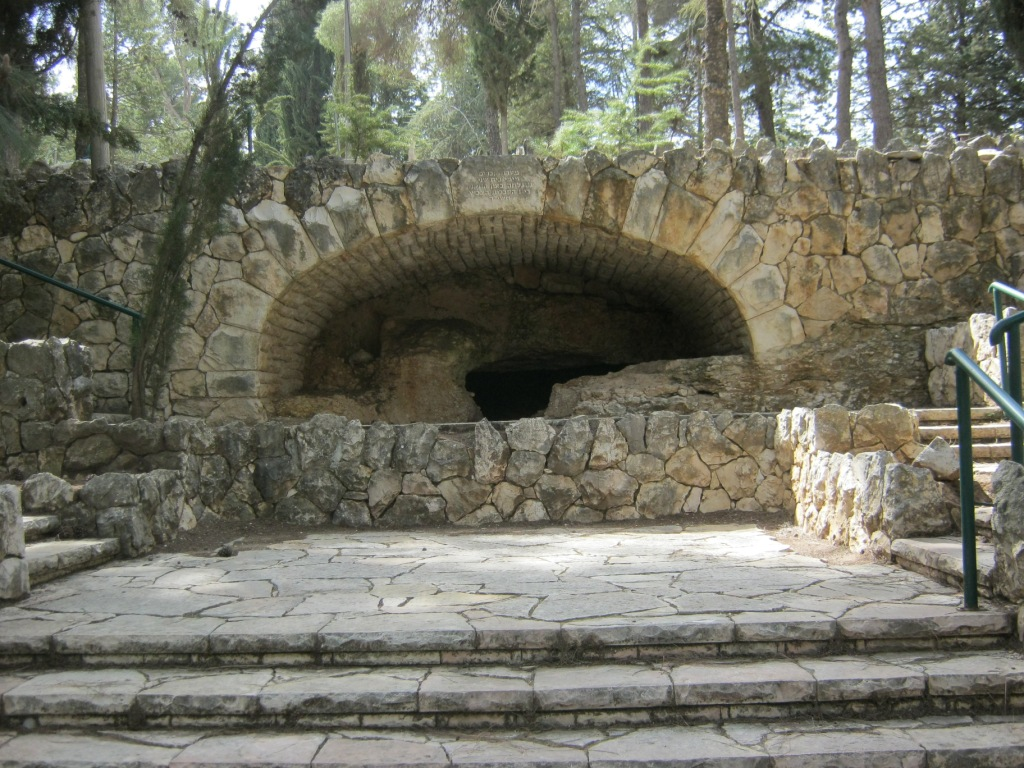
Caverna antigo cemitério judeu do Segundo Templo

## Monte da Recordação
"Monte da Recordação (às vítimas do Holocausto) é uma extensão para oeste Monte Herzl, com 806 metros acima do mar. dediceted para [Yad [Vashem]] no topo da montanha.